# Любка двулистная
Лю́бка двули́стная (лат. Platanthéra bifólia) — вид многолетних травянистых клубневых растений из рода Любка (Platanthera) семейства Орхидные (Orchidaceae).
Высокодекоративное дикорастущее растение; может выращиваться как садовое.
Растение с древних времён применяется в народной медицине.

## Название
Научное название рода, Platanthera, происходит от греческих слов platis («широкий») и antera («пыльцевой мешок») и объясняется особенностью формы пыльника представителей этого рода. Видовой эпитет, bifolia (лат. bi — «дву(х)…» и folius — «лист»), объясняется характерными для растений данного вида двумя крупными прикорневыми листьями.
Русское название рода, «любка», связано с древними преданиями о том, что клубни этого растения (прежде всего имелась в виду именно любка двулистная как наиболее широко распространённая) обладают магическими свойствами, являясь любовным снадобьем, приворотным зельем:27.
Известно немало русских народных названий растения:
- бальзам дикий[2],
- кукушкины слёзки[3],
- любовный корень[2],
- ночная фиалка[2] (такое же название имеет вечерница).
- ночные духи[2],
- перелой[3],
- стагачка[4],
- стогачка[4].

В синонимику вида входят следующие названия:
- Gymnadenia bifolia (L.) G.Mey. (1836)
- Habenaria bifolia (L.) R.Br. (1813)
- Lysias bifolia (L.) Salisb. (1812)
- Orchis bifolia (L.) (1753)basionym
- Platanthera bifolia subsp. atropatanica B.Baumann et al. (2003)
- Platanthera solstitialis Boenn. ex Rchb. (1830)
- Satyrium bifolium (L.) Wahlenb. (1826)
- Sieberia bifolia (L.) Spreng. (1817)

## Биологическое описание

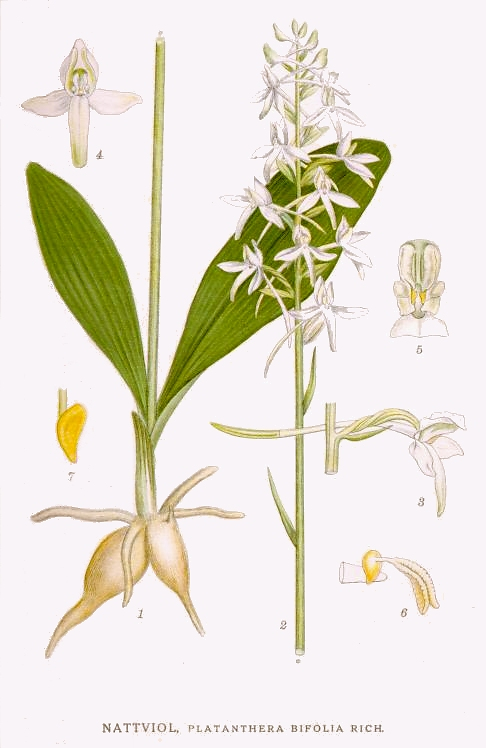
Любка двулистная.

Любка двулистная — травянистое растение высотой 20—50 см с двумя неразделёнными корневыми клубнями. Некоторые вырастают до 60 см. Каждый год вырастает новый замещающий клубень. Тубероид яйцевидно утолщённый, оттянутый в корневое окончание.

…Сахарно-белые, похожие на женские груди, клубеньки…
Один из них был сероватый и несколько дряблый, как будто кожица сделалась ему велика, другой был ядрёный, крепкий и сочный.

Вниз от каждого клубенька тянулся тоненький хвостик, а от свежего клубня нацеливался вверх тупоконечный росток.— Владимир Солоухин:33
Листья: прикорневые — два, редко один или три, располагаются почти супротивно, в основании сужены в черешок, переходящий во влагалище, сближенные, тупые продолговато-обратнояйцевидные, светло-зелёного цвета, лоснящиеся, достигают в длину 8—22 см, в ширину 3—6 см; стеблевые — один—три, мелкие, сидячие, ланцетные.
Соцветие — редкий цилиндрический колос, достигает 20 см в длину, состоит из 8—40 цветков. Цветки — с белыми, слегка зеленоватыми на концах околоцветниками; губа узкая линейная или ланцетная, 12 мм длиной, при основании без бугров над средней жилкой; с параллельными пыльниками 2 мм длиной. Шпорец тонкий, слегка изогнутый, на конце заострённый, горизонтальный или косо вверх направленный. Прилипальца округлые. Поллинарий короче 2,5 мм. Цветы обладают сильным приятным ароматом (особенно вечером и ночью или при пасмурной погоде). Цветёт в июне — июле.
Плодоносит в августе — сентябре.

## Распространение и экология
Широко произрастает по всей Европе, а также в Малой Азии и на Кавказе.
На территории России любка двулистная растёт в европейской части, Западной и Восточной Сибири по всей лесной полосе и в лесостепи, в горно-лесном и субальпийском поясах Кавказа, Алтая, Саян.
Обитает в светлых хвойных, лиственных и смешанных лесах на полянах и опушках на влажных небогатых почвах.
Опыляется ночными бражниками.
Из-за массового сбора на букеты почти полностью исчезла вблизи крупных населённых пунктов.

## Значение и применение
Издавна любка двулистная считалась едва ли не самым сильным и надёжным приворотным средством. В разных местностях с ней были связаны десятки обрядов и ритуалов, иногда очень старых и подробно проработанных. Виктор Астафьев писал об этом в своей последней книге: «Любка считается верным приворотным средством не только в нашей местности, но и по всей Руси. Хочешь развести парня с девкой или, наоборот, завлечь его, неразделенную любовь хочешь сделать взаимной — настоем корня любки незаметно, по рюмочке, пои «предмет сердца» да шепчи при этом складный приговор: «Пленитесь его (иль ее) мысли день и ночь, и в глухую полночь, и в кажен час, и в минуту кажну, обо мне вечно. И казался бы я ей (ему) милее отца-матери, милее всего роду-племени, милее красна солнца и милее всех частых звезд ночных, милее травы, милее воды, милее соли, милее всего света белаго и вольнаго...»
Применяется в народной медицине. Отвар корней применяется при зубной боли, лихорадке, женских болезнях, гнойниках, при отравлениях ядами, заболеваниях желудочно-кишечного тракта, поносах, воспалении мочевого пузыря, нервных истощениях, воспалительных очагах, ранах.
Из растёртых в муку и сваренных с мёдом высушенных клубней на Востоке готовят очень ценимый напиток. На Кавказе клубни клали в супы, делали из них желе, размалывали в муку.
В ветеринарии можно использовать как обволакивающее при желудочно-кишечных заболеваниях.
Так как растение занесено в список видов, нуждающихся в охране, заготовка корней запрещена.
Очень декоративна, часто в местах естественного произрастания собирается на букеты.
|                                         |  |  |
| Любка двулистная: листья, цветок, плоды |  |  |

…Увидев ночную фиалку, вы должны будете понять, что находитесь в обществе изысканном. Как если бы на прежнем деревенском гулянье, нарядном и разноцветном, появилась заезжая гостья в длинном белом платье и в белых перчатках до локтей.
…Один-единственный цветок, один-единственный экземпляр может наполнить ароматом целую лесную поляну. Аромат начнёт струиться, распространяясь всё дальше из лунного света в лунную тень, за мохнатую ель, просочится через орешник, поднимется в воздух, где в лунном свете то вспыхивают, то погасают, перелетая из света в тень, беленькие, но теперь тоже зеленоватые ночные бабочки.

Дай вам бог каждому … увидеть хоть раз в жизни, как расцветает в безмолвном и неподвижном лунном свете ночная фиалка, ночная красавица, ночница, любка, люби меня, не покинь, а по-научному любка двулистная.— Владимир Солоухин:25

## В культуре
В условиях Москвы и Тверской области (Андреапольский район) нерегулярно цветёт и плодоносит. Отмечается, что любка двулистная неустойчива в культуре и выпадает через 3—4 года, однако в условиях экспозиций Ботанического сада ТвГУ этот вид удерживается довольно успешно. Некоторые особи после регулярного цветения на протяжении 4—6 лет переходили в вегетативное состояние или погибали.